# Larráin
Larráin (Larrain en euskera) es una entidad de población española del municipio de Adiós, perteneciente a la Comunidad Foral de Navarra.

## Historia
Hacia mediados del siglo XIX, el lugar, referido por entonces como una granja perteneciente a Adiós, tenía contabilizada una población de 14 habitantes. Aparece descrito en el décimo volumen del Diccionario geográfico-estadístico-histórico de España y sus posesiones de Ultramar de Pascual Madoz con las siguientes palabras:

LARRAIN: granja del valle de Ilzarbe, prov. de Navarra, part. jud. de Pamplona, térm. jurisd. de Adios, de cuya parr. es aneja, acudiendo á ella los vec. por hallarse sin uso la igl. de San Miguel que hay en la Granja: sit. á la falda del monte Francoa, clima templado. El térm. se estiende 12 minutos de N. á S. y 1/4 ohra de E. á O.: el terreno es de buena calidad; tiene deh. muy abundantes de pastos, una pradera y una fuente de agua potable. caminos: de travesía. prod.: trigo, cebada, vino y menuzales; cria ganado lanar y vacuno, y se cazan perdices y liebres en bastante número. pobl.: 14 alm, riqueza con el valle. (V.)
(Madoz, 1847, p. 87)

En 2022, no tenía empadronado ningún habitante.